# Диборид магния
Диборид магния — сверхпроводник второго рода с критической температурой 39 К, что позволяет использовать в качестве хладагента жидкий водород, а не жидкий гелий. Представляет собой бинарное неорганическое соединение
магния и бора с формулой MgB2,
чёрные кристаллы,
разлагается водой.

## Получение
- Спекание чистых веществ:

{\displaystyle {\mathsf {Mg+2B\ {\xrightarrow {900^{o}C}}\ MgB_{2}}}}

## Физические свойства
Диборид магния образует чёрные кристаллы
гексагональной сингонии,
пространственная группа P 6/mmm,
параметры ячейки a = 0,30834 нм, c = 0,35213 нм, Z = 1.

## Применение
- Применяется при получении бороводородов.
- Сверхпроводящие провода на основе диборида магния используются для создания магнитно-резонансных томографов в качестве замены традиционного низкотемпературного ниобий-титана.